# エンドレス・バレンタイン
「エンドレス・バレンタイン」（Endless Valentine）は、1990年1月21日に発売されたEPOの21枚目のシングル。発売元はDear Heart / MIDI。

## 概要
表題曲「エンドレス・バレンタイン」は、打ち込みをメインとしたアレンジによるダンサブルなナンバーで、バレンタインデーが近づくとラジオ等で頻繁に取り上げられる楽曲となっている。カップリング曲の「チクタク」は、アルバム『Super Natural』からのリカット。今作はDear Heart/MIDI在籍時代最後のシングルとなった。
プロデュースと編曲はロンドン在住（当時）のキーボーディストで音楽プロデューサーのDANNY SCHOGERが担当している。
野佐怜奈がこの曲をカヴァーしており、配信シングルとして2018年1月17日にリリースしている。

## 評価
EPOをデビュー前から知る山下達郎は、自身のラジオ番組『山下達郎のサンデーソングブック』で本曲を取り上げた際、「言葉数が少ないんですけれども、言葉の使い方が素晴らしい一曲でございます」と高く評価している。また、KANも自身のラジオ番組『KANのロックボンソワ』の中で、「エポさんの歌唱、ポップでエヴァーグリーンで良いですね」と感想を述べている。

## 収録曲
| 全作詞・作曲: EPO、全編曲: DANNY SCHOGER。 |                                                 |       |            |      |
| #                                          | タイトル                                        | 作詞  | 作曲・編曲 | 時間 |
| 1.                                         | 「エンドレス・バレンタイン」                    | EPO   | EPO        | 4:55 |
| 2.                                         | 「チクタク」                                    | EPO   | EPO        | 4:59 |
| 3.                                         | 「エンドレス・バレンタイン」(Extended Club Mix) | EPO   | EPO        | 7:19 |
| 合計時間:                                  | 合計時間:                                       | 17:13 |            |      |

## 参加ミュージシャン
エンドレス・バレンタイン
- Keyboard: DANNY SCHOGER
- Drums: CHARLIE MORGAN
- Bass: FELIX KRISH
- Guitar: ANDREW CAINE
- Saxophone: CHRIS WHITE

チクタク
- Keyboards: DANNY SCHOGGER
- Drums: CHARLIE MORGAN
- Fretless Bass: FELIX KRISH
- Guitar: ANDY CAINE
- Saxophone: CHRIS WHITE
- Trumpet: STEWART BROOKS
- Trombone: NEIL SIDWELL
- Percussion: MARC FOX
- Accordion: JACK EMBLOW
- Backing Vocals: EPO, ANDY CAINE, LINDA TAYLOR

## 収録アルバム
エンドレス・バレンタイン
- CM TRACKS
- SINGLE TRACKS
- THE BEST 1980-1990
- GOLDEN☆BEST The Best 80's Director's Edition

チクタク
- Super Natural